# أملغام كوميكس
أملغام كوميكس (بالأنجليزية: Amalgam Comics)كانت عبارة عن بصمة نشر التي شاركت بها كل من دي سي كوميكس ومارفل كوميكس، والتي دمج فيها ناشرا الكوميكس شخصياتهما في شخصيات جديدة (على سبيل المثال، تم دمج شخصية دي سي باتمان شخصية مارفل كوميكس وولفرين وأصبحا شخصية المخلب الظلام). ظهرت هذه الشخصيات لأول مرة في سلسلة من أثني عشر من الكتب المصورة التي نشرت في عام 1996، بين العدد الثالث والرابع من السلسلة القصيرة دي سي ضد مارفل. المجموعة الثانية من الكتب المصورة الإثني عشر تلتها بعد عام واحد.
الدليل الرسمي لعالم مارفل: الأكوان البديلة 2005 عينت عالم أملغام في الأرض-9602. بينما لم تحدد دي سي كوميكس عالم أملغام في كونها المتعدد.

## تاريخ النشر
في مناسبتين منفصلتين - نيسان / أبريل 1996 وحزيران / يونيه 1997 - شاركت مارفل ودي سي في إصدار أعداد تحت عنوان بصمة أملغام كوميكس. عرضت الأعداد كما لو أن البصمة موجودة منذ عقود، مع قصص وتعليقات تحريرية تشير إلى تاريخ خيالي يمتد إلى العصر الذهبي للكوميكس، بما في ذلك الأستمرارية بأثر رجعي وإعادة التمهيد. على سبيل المثال، أشاروا إلى الأزمة السرية في الساعة اللانهاية (بدمج مارفل الحروب السرية، ودي سي أزمة على الأراضي اللانهائية، ومارفل قفاز اللانهائية، ودي سي ساعة الصفر)، والتي ظهرت في الغلاف المعروف جيداً للأزمة على الأراضي اللانهائية #7، لكن مع الجندي-الخارق يحمل جسد رفيقه، بدلاً من سوبرمان الذي يحمل الفتاة الخارقة. وشملت عدة أعداد بما فيها أعمدة-رسائل وهمية لتوفير خلفية وهمية للقصص، مع مسقط رأس «المشجعين» التي شكلت من خلال دمج أسماء المدن القائمة.
حدث أول أملغام بالقرب من نهاية حدث تقاطع مارفل ضد دي سي في عام 1996. في ذلك الحدث، تم عرض عوالم مارفل ودي سي مجمعة في عالم واحد، وعرضت رسوم الكوميكس في أملغام كنتيجة لذلك. تم إصدار أول 12 عنوان لأملغام في الأسبوع التالي، مما أدى إلى تأخير النشرات الدورية للناشرين أسبوعًا واحدًا. نصف القصص المصورة في هذا الحدث تم نشرها من قبل مارفل والنصف الآخر من قبل دي سي. وبعد مرور عام، تكررت الحركة، ولكن من دون التقاطع مع توفير السياق. في وقت لاحق، جمع كل من الناشرين أعدادهم في مجموعات أوراق تجارية.
بين جولتي أملغام كوميكس، أصدر الناشران تقاطع، دي سي/مارفل: دخول كامل. وجاءت سلسلة مصغرة ثالثة، «الوصول غير المحدود»، في الجولة الثانية. وظهر في كلا التقاطعين شخصيات أملغام إضافية.

## الأصل الخيالي لعالم أملغام
جاء العالمان معاً عندما أصبح التجسدان الماديان لعوالهما (يشار إليهما بأسم «الأخوان») على علم ببعضهما البعض بعد دهور من النوم. لمنع الأخوان من تدمير بعضهما البعض، حاربت شخصيات من كل كون لتحديد أي كون سيبقى على قيد الحياة (تم إجراء تصويت عالمي حقيقي من قبل قارئي السلسلة لتحديد نتيجة خمسة من مباريات الكوميكس، مع ثلاثة منهم يفضلون بطل مارفل). آكسيس، وهو شخصية تم إنشاؤها للحدث وشارك في ملكيتها مارفل ودي سي، خدم كحارس بوابة وأصبح عالقاً أثناء السفر بين العالمين.
عندما أنتهى القتال، لم يكن الكون على أستعداد للذهاب. ولمنع التدمير الكامل، أنشأ سبيكتر وليفينغ تريبيونال عالمًا مدمجًا، الذي فيه فقط آكسيس ودكتور سترانجفايت الذان يعلمان الحقيقة حول الدمج. يتنازع الشخصان ضد بعضهما البعض لعكس التغيير أو الحفاظ عليه.
تمكن الوصول إلى فصل الأخوين بمساعدة أبطال أملغال. قبل أن يتم الدمج، كان قد زرع «شظايا» الكون في باتمان وكابتن أميركا. بمجرد أن أكتشف مخلب الظلام (نتيجة أندماج باتمان مع وولفرين) والجندي-الخارق (الدمج بين كابتن أميركا وسوبرمان)، أستخدم هذه الأجزاء لإعطاء سبكتر والتريبنيوال القدرة على أستعادة الأكوان. وهكذا، كان بأستطاعة باتمان، وكابتن أميركا، وآكسيس، أن يجعلوا الأخوين يدركان بأن صراعهم كان بلا جدوى، وأن الأكوان كانت منفصلة مرة أخرى.

## شخصيات أملغام
خلال الحدث، تم دمج زوجي من شخصيات مارفل ودي سي في شخصية واحدة. وقد تم ذلك مع الفرق والمواقع الخيالية. عادة ما تكون الشخصيات المدمجة شيئًا مشتركًا (على سبيل المثال، إبداعات جاك كيربي المكونة من أربعة أعضاء من الفنتاستك فور ومتحدوا المجهول، أو الأبطال ذوي الطابع-المائي نامور و آكوامان)، أو أسمائهم أو مواضيعهم المسموح بها لمجموعات ذكية (مثل دمج سوبرمان وكابتن أميركا، الجندي-الخارق، في إشارة إلى مصل الجندي الخارق الذي خلق كابتن أميركا؛ بات-ثينغ، وهو دمج لـمان-بات ومان-ثينغ؛ أو شاتيرستارفاير، ودمج شاترستار وستارفاير).

## قصص أملغام المصورة
تم إعادة طبع 24 من القصص المصورة في 4 إصدارات تم جمعها:
| - عصر أملغام كوميكس (مجموعة دي سي كوميكس): - الأمازون - القتلة - دكتور سترينجفايت - JLX - أساطير مخلب الظلام - الجندي الخارق - عصر أملغام كوميكس (مجموعة مارفل كوميكس): - بروس واين وكيل S.H.I.E.L.D. - الرصاص والسوار - ماغنيتو والرجال المغناطيسين - شيطان السرعة - الفتى-العنكبوت - X-باترول | - العودة إلى عصر أملغام كوميكس (مجموعة دي سي كوميكس): - بات-ثينغ - مغامرات مخلب الظلام - الجيل هيكس - JLX إطلاق العنان - لوبو البطة - الجندي الخارق: رجل الحرب - العودة إلى عصر أملغام كوميكس (مجموعة مارفل كوميكس): - منافسي المجهول - X- باترول المثير - الفانوس الحديدي - الرجال المغناطيسيين يضم ماغنيتو - الفتى-العنكبوت التعازن - ثوريون من آسغارد الجديدة |